# سیلوین ویلتورد
سیلوین ویلتورد (به فرانسوی: Sylvain Wiltord) (زادهٔ ۱۰ مه ۱۹۷۴ در نوی سور مرن) بازیکن فوتبال سابق فرانسوی می‌باشد. او در تیم‌هایی مانند بوردو، آرسنال و المپیک لیون در پست وینگر بازی می‌کرد. او همچنین به عنوان مهاجم مرکزی، مهاجم دوم و در بال چپ بازی می کرد. ویلتورد در جام جهانی ۲۰۰۶ با تیم ملی فرانسه به فینال جام رسید و در یورو ۲۰۰۰ نیز با این تیم به قهرمانی رسید.

## تیم ملی فرانسه
ویلتورد اولین بازی ملی خود را برای تیم ملی فوتبال فرانسه در تاریخ ۱۰ فوریه ۱۹۹۹ مقابل تیم ملی فوتبال انگلستان در ورزشگاه ومبلی به انجام رسید که با برد دو بر صفر فرانسه همراه بود. اولین گل ملی او در تاریخ ۳۱ مارس ۱۹۹۹ مقابل ارمنستان در مرحله مقدماتی جام ملت‌های اروپا ۲۰۰۰ به ثمر رساند. بیادماندنی‌ترین گل ملی او٬ گلی بود که در وقت‌های اضافهٔ وقت قانونی بازی فینال جام ملت‌های اروپا ۲۰۰۰ مقابل ایتالیا به ثمر رساند تا بازی با تساوی ۱-۱ به وقت اضافه کشیده شود که در نهایت تیم فرانسه با گل طلایی دیوید ترزگه٬ به قهرمانی در جام ملت‌های اروپا دست یافت. وی ۹۱ بازی ملی برای تیم ملی فرانسه به انجام رسانده است و ۲۶ گل ملی در کارنامهٔ خود نیز دارد.

## آمار بازی‌های ملی
| تیم ملی فوتبال فرانسه | تیم ملی فوتبال فرانسه | تیم ملی فوتبال فرانسه |
| سال                   | تعداد بازی            | تعداد گل              |
| --------------------- | --------------------- | --------------------- |
| ۱۹۹۹                  | ۸                     | ۲                     |
| ۲۰۰۰                  | ۱۴                    | ۶                     |
| ۲۰۰۱                  | ۱۳                    | ۴                     |
| ۲۰۰۲                  | ۱۱                    | ۳                     |
| ۲۰۰۳                  | ۱۳                    | ۵                     |
| ۲۰۰۴                  | ۸                     | ۳                     |
| ۲۰۰۵                  | ۹                     | ۱                     |
| ۲۰۰۶                  | ۱۶                    | ۲                     |
| مجموع                 | ۹۲                    | ۲۶                    |

## گل‌های ملی
| #   | تاریخ          | حریف      | گل    | نتیجه |
| --- | -------------- | --------- | ----- | ----- |
| ۱.  | ۳۱ مارس ۱۹۹۹   | ارمنستان  | ۱ – ۰ | ۲ – ۰ |
| ۲.  | ۵ ژوئن ۱۹۹۹    | روسیه     | ۲ – ۱ | ۲ – ۳ |
| ۳.  | ۲۹ مارس ۲۰۰۰   | اسکاتلند  | ۰ – ۱ | ۰ – ۲ |
| ۴.  | ۶ ژوئن ۲۰۰۰    | مراکش     | ۱ – ۵ | ۱ – ۵ |
| ۵.  | ۱۱ ژوئن ۲۰۰۰   | دانمارک   | ۳ – ۰ | ۳ – ۰ |
| ۶.  | ۲ ژوئیه ۲۰۰۰   | ایتالیا   | ۱ – ۱ | ۲ – ۱ |
| ۷.  | ۴ اکتبر ۲۰۰۰   | کامرون    | ۱ – ۰ | ۱ – ۱ |
| ۸.  | ۱۵ نوامبر ۲۰۰۰ | ترکیه     | ۰ – ۲ | ۰ – ۴ |
| ۹.  | ۲۴ مارس ۲۰۰۱   | ژاپن      | ۳ – ۰ | ۵ – ۰ |
| ۱۰. | ۲۵ آوریل ۲۰۰۱  | پرتغال    | ۱ – ۰ | ۴ – ۰ |
| ۱۱. | ۳۰ مه ۲۰۰۱     | کرهٔ جنوبی | ۵ – ۰ | ۵ – ۰ |
| ۱۲. | ۳ ژوئن ۲۰۰۱    | مکزیک     | ۱ – ۰ | ۴ – ۰ |
| ۱۳. | ۷ سپتامبر ۲۰۰۲ | قبرس      | ۱ – ۲ | ۱ – ۲ |
| ۱۴. | ۱۲ اکتبر ۲۰۰۲  | اسلوونی   | ۴ – ۰ | ۵ – ۰ |
| ۱۵. | ۱۶ اکتبر ۲۰۰۲  | مالت      | ۰ – ۳ | ۰ – ۴ |
| ۱۶. | ۲۹ مارس ۲۰۰۳   | مالت      | ۱ – ۰ | ۶ – ۰ |
| ۱۷. | ۲۶ ژوئن ۲۰۰۳   | ترکیه     | ۳ – ۱ | ۳ – ۲ |
| ۱۸. | ۲۰ اوت ۲۰۰۳    | سوئیس     | ۰ – ۱ | ۰ – ۲ |
| ۱۹. | ۶ سپتامبر ۲۰۰۳ | قبرس      | ۲ – ۰ | ۵ – ۰ |
| ۲۰. | ۶ سپتامبر ۲۰۰۳ | قبرس      | ۳ – ۰ | ۵ – ۰ |
| ۲۱. | ۲۸ مه ۲۰۰۴     | آندورا    | ۱ – ۰ | ۴ – ۰ |
| ۲۲. | ۲۸ مه ۲۰۰۴     | آندورا    | ۲ – ۰ | ۴ – ۰ |
| ۲۳. | ۱۳ اکتبر ۲۰۰۴  | قبرس      | ۰ – ۱ | ۰ – ۲ |
| ۲۴. | ۱۲ اکتبر ۲۰۰۵  | قبرس      | ۲ – ۰ | ۴ – ۰ |
| ۲۵. | ۱ مارس ۲۰۰۶    | اسلواکی   | ۱ – ۱ | ۱ – ۲ |
| ۲۶. | ۲۵ آوریل ۲۰۰۶  | دانمارک   | ۲ – ۰ | ۲ – ۰ |

## افتخارات
بوردو
- لیگ ۱ (۱): ۹۹-۱۹۹۸

 آرسنال
قهرمانی:
- لیگ برتر انگلستان (۲): ۰۲-٬۲۰۰۱ ۰۴-۲۰۰۳
- جام حذفی انگلستان (۲): ۲۰۰۲٬ ۲۰۰۳
- جام خیریه انگلستان (۱): ۲۰۰۲

نایب قهرمانی:
- لیگ برتر فوتبال انگلستان (۲): ۰۱-٬۲۰۰۰ ۰۳-۲۰۰۲
- جام حذفی انگلستان (۱): ۲۰۰۱
- جام خیریه انگلستان (۱): ۲۰۰۳

 المپیک لیون
- لیگ ۱ (۳): ۰۵-٬۲۰۰۴ ۰۶-٬۲۰۰۵ ۰۷-۲۰۰۶

 تیم ملی فرانسه
قهرمانی:
- جام ملت‌های اروپا (۱): ۲۰۰۰
- جام کنفدراسیون‌ها (۲): ٬۲۰۰۱ ۲۰۰۳

نایب قهرمانی:
- جام جهانی فوتبال (۱): ۲۰۰۶

فردی
- آقای گل لیگ ۱ (۱): ۹۹-۱۹۹۸ (۲۲ گل زده با بوردو)
- بازیکن سال فوتبال فرانسه (۱): ۱۹۹۹
- برترین گلزن جام کنفدراسیون‌ها (۱): ۲۰۰۱
- گل برتر ماه لیگ برتر انگلستان (۱): اوت ۲۰۰۲
- بازیکن برتر ماه لیگ برتر انگلستان (۱): اوت ۲۰۰۲